# Belstaff
Belstaff est une marque britannique de vêtements, fondée en 1924 à Langton dans le Staffordshire (Angleterre) par Eli Belovitch et son gendre Harry Grosberg. Spécialisée dans les vêtements pour motard (vestes, lunettes et gants), la société est aujourd'hui italienne et son siège est situé à Mogliano Veneto.

## Historique
Eli Belovitch et Harry Grosberg sont les premiers à avoir créé une ligne complète de vêtement en coton ciré. 1951 marque un tournant dans l'histoire de la marque grâce à Enersto Che Guevara, qui a été la première personnalité connue à avoir porté la marque lors de son parcours en Amérique du Sud. Il conduisait une Norton 5000. C'est une veste ceinturée à quatre poches semblable aux vestes sahariennes que fournissait l'armée coloniale britannique.
Steve McQueen ou encore le champion de courses de moto Sammy Miller ont rendu cette marque de plus en plus célèbre pour faire d'elle un classique chez les motards et pour les personnes aimant ce style vestimentaire. Avec 40 000 modèles produits chaque année jusqu'en 1993, la Black Prince (une veste ) officialise la légende de la marque.
Malheureusement, Belstaff est touchée par la crise de l'industrie du textile qui frappe l'Angleterre au début des années 1990. Elle ferme alors les portes de sa fabrique historique et nomme à la tête de ses collections Franco Malenotti.
Dans les années 2000, la marque change son positionnement commercial pour se tourner vers le luxe.
Franco Malenotti va habiller des personnages dans les films hollywoodiens. En quinze ans, il a collaboré avec 70 films (Batman, Jeux de dupes, Indiana Jones, le royaume de cristal...).
Belstaff a réalisé des blousons reconnus, tels que le blouson d'aviateur de Leonardo DiCaprio dans Aviator (oscar du meilleur costume en 2005), le trench gothique de Johnny Depp dans Sweeny Todd, le manteau de Benedict Cumberbatch dans Sherlock ou encore la veste de motard de Tom Cruise dans la Guerre des mondes.
Actuellement (2018) cette société est aux mains de Helen Wright car elle a été rachetée par Ineos.